# بحيرة كوتيناي
بحيرة كوتيناي هي بحيرة تقع في مقاطعة كولومبيا البريطانية، بكندا وهي جزء من نهر كوتيناي.

## روابط خارجية
- الموقع الرسمي
- More on Kootenay Lake